# Elecciones municipales de 2019 en Arganda del Rey
Las elecciones municipales de 2019 se celebraron en Arganda del Rey el domingo 26 de mayo, de acuerdo con el Real Decreto de convocatoria de elecciones locales en España dispuesto el 1 de abril de 2019 y publicado en el Boletín Oficial del Estado el día 2 de abril. Se eligieron los 25 concejales del pleno del Ayuntamiento de Arganda del Rey, a través de un sistema proporcional (método d'Hondt), con listas cerradas y un umbral electoral del 5 %.

## Candidaturas
En abril de 2019 se publicaron 8 candidaturas, el PSOE con Guillermo Hita en cabeza, el PP con el anterior alcalde, Pablo José Rodríguez a la cabeza; la coalición Somos Arganda con Jaime Granado en cabeza; Ciudadanos con Cristina Miguel a la cabeza; Unidas Podemos con María Clotilde Cuéllar; el partido Vox con Francisco de Paula Serrano a la cabeza; el partido Contigo con Carlos Enrique Jiménez a la cabeza y Más Madrid con José Rodríguez en cabeza

## Resultados
Tras las elecciones, el PSOE se proclamó ganador con mayoría absoluta al conseguir los 13 escaños necesarios, siete más que en la anterior legislatura, el PP perdió tres escaños hasta llegar a 6escaños; Ciudadanos consiguió 3 escaños, uno menos que en la anterior legislatura, Vox consiguió entrar con 2 escaños por primera vez en el hemiciclo y Unidas Podemos irrumpió por primera vez en el consistorio con un escaño.
| Candidatura        | Candidatura                              | Votos  | %                                       | Escaños                                 |
| ------------------ | ---------------------------------------- | ------ | --------------------------------------- | --------------------------------------- |
|                    | Partido Socialista Obrero Español (PSOE) | 10108  | 45,51                                   | 13                                      |
|                    | Partido Popular (PP)                     | 4697   | 21,15                                   | 6                                       |
|                    | Ciudadanos-Partido de la Ciudadanía      | 2465   | 11,10                                   | 3                                       |
|                    | Vox                                      | 1889   | 8,50                                    | 2                                       |
|                    | Unidas Podemos (Podemos)                 | 1507   | 6,78                                    | 1                                       |
|                    |                                          |        |                                         |                                         |
| Más Madrid Arganda | Más Madrid Arganda                       | 738    | 3,32                                    | 0                                       |
| Contigo            | Contigo                                  | 451    | 2,03                                    | 0                                       |
| Somos Arganda      | Somos Arganda                            | 165    | 0,74                                    | 0                                       |
| Votos en blanco    | Votos en blanco                          | 191    | 0,86                                    | n/a                                     |
| Votos válidos      | Votos válidos                            | 22.020 | 100,00                                  | 25                                      |
| Votos nulos        | Votos nulos                              | 207    | Participación: · \| \| 60,58 % \| 0,30% | Participación: · \| \| 60,58 % \| 0,30% |
| Votantes           | Votantes                                 | 22.418 | Participación: · \| \| 60,58 % \| 0,30% | Participación: · \| \| 60,58 % \| 0,30% |
| Electores          | Electores                                | 37.008 | Participación: · \| \| 60,58 % \| 0,30% | Participación: · \| \| 60,58 % \| 0,30% |
|                    | 60,58 %                                  |        |                                         |                                         |

## Concejales electos
| N.º | Nombre                               | Lista | Lista |
| --- | ------------------------------------ | ----- | ----- |
| 1   | Guillermo Hita Téllez                |       | PSOE  |
| 2   | María Jesús Ruiz de Gauna Burguillos |       | PSOE  |
| 3   | Pablo José Rodríguez Sardinero       |       | PP    |
| 4   | Francisco Javier Rodríguez Gallego   |       | PSOE  |
| 5   | Ana María Sabugo Marcello            |       | PSOE  |
| 6   | Cristina Miguel Mambrilla            |       | Cs    |
| 7   | María Dolores Martín Alonso          |       | PP    |
| 8   | Eugenio Alejandro Dionisio Sánchez   |       | PSOE  |
| 9   | Francisco de Paula Serrano Caballero |       | Vox   |
| 10  | Montserrat Fernández Gemes           |       | PSOE  |
| 11  | Alberto Escribano García             |       | PP    |
| 12  | María Clotilde Cuéllar Espejo        |       | UP    |
| 13  | Jorge Canto López                    |       | PSOE  |
| 14  | Alicia Amieba Campos                 |       | PSOE  |
| 15  | Miguel Ángel López García-Porrero    |       | Cs    |
| 16  | Amalia Guillén Sanz                  |       | PP    |
| 17  | Irenio Vara Gayo                     |       | PSOE  |
| 18  | Encarnación Salamanca Fernández      |       | PSOE  |
| 19  | Pedro Vicente Majolero López         |       | Vox   |
| 20  | Francisco Javier Díaz Martínez       |       | PP    |
| 21  | Antonio del Amo Montero              |       | PSOE  |
| 22  | María Mercedes López Higueras        |       | PSOE  |
| 23  | Ana Isabel Hernández Marín           |       | Cs    |
| 24  | Lucía Santana López                  |       | PP    |
| 25  | Luis Miguel Cuéllar Grande           |       | PSOE  |